# River Road (Washington)
Pour les articles homonymes, voir River Road.
River Road  est une census-designated place américaine, dans l'État de Washington. 
La population était de 454 habitants en 2010.